# Локо-банк
Локо-Банк (КБ «ЛОКО-Банк» (АО)) — российский универсальный коммерческий банк, основанный в 1994 году. Головной офис расположен в Москве.
С 2004 года банк член системы страхования вкладов, а с 2014 года — банк-агент Агентства по страхованию вкладов (АСВ) по выплатам страховых возмещений вкладчикам других банков.
На 31 декабря 2021 года филиальная сеть Локо-банка насчитывала 35 офисов в 22 регионах Российской Федерации. В дистанционном формате банк предоставляет сервисы в 43 российских городах.
На фоне российского вторжения на Украину Локо-банк с 1 августа 2022 года прекратил расчеты с долларами США из-за закрытия корреспондентского счета в Citibank. 20 июля 2023 года банк включён в санкционные списки США.

## История
Локо-банк был создан в 1994 году. Название банка произошло от английского слова «lock», что в переводе на русский язык означает «замок»..
- 1994-2002

Основание Локо-Банка группой предпринимателей. Банк ведет активную работу на российском и международном валютных рынках, а также на рынке ценных бумаг. В условиях изменившейся рыночной конъюнктуры руководство и акционеры принимают решение о расширении сферы деятельности и дальнейшем развитии банка как универсального финансового института. Локо-банк размещает дебютный выпуск рублевых облигаций сроком на два года в рамках реализации стратегии внешнего финансирования и дальнейшего выхода на международные рынки капиталов.
- 2003-2005

Локо-банк начинает развивать новое стратегическое направление – кредитования компаний малого и среднего бизнеса (МСБ). Подписывает соглашения с Европейским банком реконструкции и развития (ЕБРР) о присоединении к Программе содействия торговле (TFP) и предоставлении банку кредита для работы с МСБ. Банк создает сеть отделений и начинает масштабный выход в регионы России. Получение рейтинга от международного агентства Fitch.
- 2006-2008

Международная финансовая корпорация (IFC) и шведская инвестиционная группа East Capital Group вошли в состав акционеров банка. Банк успешно разместил дебютный выпуск еврооблигаций на $100 млн. Запуск розничного направления бизнеса. В перечень услуг банка включены ипотечное кредитование, выпуск и обслуживание кредитных карт, расширена линейка вкладов. Журнал Euromoney объявляет Локо-Банк «Ведущим банком Центральной и Восточной Европы в области корпоративного управления». Получен рейтинг от международного рейтингового агентства Moody's.
- 2009-2014

По итогам 2010 года Локо-Банк вошёл в ТОП-10 по портфелю кредитов малому и среднего бизнесу (по данным рейтингового агентства «Эксперт РА»). Запустил мобильное приложение «Локо Мобайл» для физических лиц. Агентство по страхованию вкладов (АСВ) аккредитовало Локо-банк в качестве банка-агента по выплате компенсаций вкладчикам других банков. Подписано два новых кредитных договора с Евразийским банком развития.
- 2015-2018

Локо-Банк вступил в программу поддержки операций торгового финансирования (TFSP) Международного инвестиционного банка (МИБ), заключив с ним рамочное соглашение о предоставлении целевых кредитов для финансирования внешнеторговых операций.
Банк запустил программу по финансированию и предоставлению гарантий на исполнение госконтрактов, сервис по онлайн-открытию расчетных счетов для юридических лиц и предпринимателей, а также мобильное приложение для юридических лиц «Локо Бизнес».
Минсельхоз включил Локо-Банк в перечень уполномоченных кредитных организаций, участвующих в реализации механизма льготного кредитования предприятий агропромышленного комплекса.
Получение рейтинга от российского Аналитического кредитного рейтингового агентства (АКРА) на уровне «BBB+(RU)».
Фонд IFC вышел из капитала Локо-банка в связи с окончанием инвестиционного цикла, передав акции основным владельцам.
- 2019-2022

Локо-Банк снова стал полностью российским. Фонд East Capital вышел из капитала, передав долю основным владельцам.
Банк вошел в ТОП-20 инновационных банков в сфере МСБ «Most Innovative Banks» по итогам 2020 года. Продуктом Локо-Банка, который оказался в числе инновационных, стала онлайн-бухгалтерия.
Локо-Банк Private Banking вошел в ТОП-15 лучших российских банков для миллионеров по версии журнала Forbes.

## Руководство
- Председатель совета директоров — Станислав Богуславский.
- Председатель правления — Виктор Давыдик.
- Главный бухгалтер — Яна Грициенко[26].

## Санкции
20 июля 2023 года, на фоне вторжения России на Украину, банк попал под блокирующие санкции США, самому банку и любым структурам, в которых он владеет более чем 50%, было запрещено иметь дело с американским физлицами и компаниями. 
18 июля 2025 года банк включён в список санкций Евросоюза, которые запрещают европейским финансовым организациям любые транзакции с банком.

## Рейтинги
Аналитическое кредитное рейтинговое агентство (АКРА)
- В 2017 году был присвоен рейтинг «BBB+(RU)», прогноз «Стабильный». Рейтинг ежегодно подтверждался (2018-2022), в 2023 году был повышен до «A-(RU)», в 2024 и 2025 подтверждён на том же уровне[31].

Эксперт РА
- В 2014 году был присвоен рейтинг «A+ (I)», в 2015 году рейтинг был подтверждён и отозван[32].

Международное рейтинговое агентство Fitch Ratings (на момент отзыва рейтинга 2022 году)
- Долгосрочные рейтинги дефолта эмитента (РДЭ) в иностранной и национальной валюте «BB-», прогноз «Стабильный»
- Краткосрочный РДЭ в иностранной валюте «B»
- Рейтинг устойчивости «bb-»
- Рейтинг поддержки «5»
- Уровень поддержки долгосрочного РДЭ подтвержден как «нет уровня поддержки»

Международное рейтинговое агентство Moody's (на момент отзыва рейтинга в январе 2020 года)
- Долгосрочные рейтинги депозитов в национальной и иностранной валюте «B1», прогноз «позитивный»
- Долгосрочные рейтинги рисков контрагента — «Ва3»
- Базовая оценка кредитоспособности (BCA) и скорректированная BCA — «b1»

Национальное рейтинговое агентство (НРА)
- В 2024 был присвоен рейтинг «A–|ru|», в 2025 году рейтинг подтвержден на том же уровне[35].

## Рэнкинги
- Рэнкинг банков по чистой прибыли «Интерфакс-ЦЭА» — 39-е место на 31 декабря 2021 года[36].
- Рэнкинг банков по размеру активов «Интерфакс-ЦЭА» — 48-е место на 31 декабря 2021 года[37].
- Рэнкинг банков по объему вкладов частных лиц Banki.Ru — 37-е место на 1 февраля 2022 года[38].
- Входил в ТОП-65 самых надежных банков России по версии журнала Forbes (2022)[39].